# Парламентські вибори в Грузії 2024
Парламентські вибори у Грузії 2024 року — чергові, 11-ті парламентські вибори депутатів до Парламенту Грузії, що відбулися 26 жовтня 2024 року. Вибори проводилися за законодавством, що було прийнято 2017 року шляхом змін до конституції. Таким чином, вибори пройшли за виключно пропорційною системою з прохідним порогом у 5 %.

## Передумови
Хоч «Грузинська мрія», що при владі з 2012 року, досі є найпопулярнішою партією, у виборах 2020 року вони показали гірші результати. При тому, донедавна в опозиції не виходило об'єднати зусилля проти Грузинської мрії, що заважало їм позбавити Грузинську мрію парламентської більшості. Найбільша опозиційна партія, Єдиний національний рух, розкололась через діяльність Давида Кезерашвілі, що потрапив у скандал через потенційні зв'язки з мережею телефонних шахраїв у Європі. Хоч в опозиції не вийшло зібрати єдиний опозиційний блок, ряд опозиційних партій, в тому числі Єдиний національний рух, утворили кілька неформальних коаліцій для спільного висування на вибори: Єдність – Національний рух, Сильна Грузія, та Коаліція за зміни. Окремі партії не стали долучатись до коаліцій та висунулись самі по собі, як-от Для Грузії, Гірчі та Робоча партія Грузії. Більшість опозиційних партій підписали Грузинську хартію, за якою погодились, поміж іншого, не утворювати коаліційний уряд з Грузинською мрією в разі проходження до парламенту.
Засновник Грузинської мрії, впливовий олігарх та колишній прем'єр-міністр Бідзіна Іванішвілі, котрого часто звуть сірим кардиналом грузинської політики, за кілька місяців до початку опитувань повернувся до політичної діяльності, яку він офіційно покинув у 2021. Хоч грузинські виборці підтримують шлях Грузії до ЄС та НАТО, але вони бояться потенційних конфліктів із Росією. Грузинська мрія позиціює себе як єдина партія, що здатна шляхом «прагматичної політики» запобігти війні в контексті вторгнення Росії в Україну, та звинувачує «Партію глобальної війни» у намаганнях втягнути Грузію у конфлікт. Також ця партія просуває консервативну ідеологію, та незадовго до виборів ухвалила «Закон про пропаганду ЛГБТ». Також Грузинська мрія оголошувала наміри заборонити більшість опозиційних партій, звинувачує їх у співробітництві з Єдиним національним рухом. Грузинська мрія звинувачує цю партію у «втягуванні країни у війну з Росією у 2008 році» та «запровадженні системи насильства та тортур». Разом з тим, Іванішвілі також робив кроки назустріч Кремлю, та закликав до вибачень зі сторони Грузії за війну 2008 року. Також Грузинська мрія посилила зв'язки з Китаєм, та обіцяє вступити до Європейського союзу, але «за грузинськими правилами».
Противники Грузинської мрії переважно критикують зсув партії у проросійський бік. Вони засуджують риторику Грузинської мрії стосовно євроінтеграції та вважають це дводумством. Опозиційні партії мають наміри посилити зв'язки з Європейським союзом, та йти шляхом інтеграції до ЄС і НАТО, та підписали відповідну декларацію. Зокрема опозиція обіцяє виконати усі вимоги ЄС та розпочати перемовини про членство у Європейському союзі. Опозиційні партії засудили політику Грузинської мрії як таку, що «підштовхує Грузію до міжнародної ізоляції, до підніжжя держави-окупанта, Росії», та таку, що віддаляється від «західних союзників Грузії та України, що захищає свободу цивілізованого світу». Крім проєвропейської опозиції, проти Грузинської мрії виступає коаліція Альянсу патріотів Грузії та Консервативного руху, що тривалий час, до нещодавньої зміни курсу Грузинської мрії, тримались засад консерватизму та антизахідництва. Всі сторони вважають, що вибори мали бути «вирішальним референдумом».
Незадовго до виборів проходили тривалі протести проти непопулярного законопроєкту, за яким організації, що отримують іноземне фінансування, мають реєструватись як «іноземні агенти». Цей законопроєкт спонукав звинувачення в авторитаризмі. Через цей закон погіршились відносини із Заходом: Сполучені Штати ввели санкції проти окремих грузинських чиновників за порушення прав людини, та розпочали обговорення стосовно зменшення фінансової допомоги Грузії. У грудні 2023 року Грузія отримала статус кандидата в члени ЄС, проте згодом ЄС заморозив заявку та попередив, що якщо наступні вибори будуть проведені з порушеннями, то безвізовий режим може бути скасовано. Конгрес США пропонував окремі заходи для «запобігання занепаду демократії», та пропонував вводити санкції проти осіб, що «руйнують демократію», та при тому «спонукати до посилення демократичних інститутів Грузії». З іншого боку, деякі аналітики вважають, що США та ЄС втручаються у внутрішні справи Грузії та «підривають її суверенітет» аби захистити свою широку «мережу впливу» з фінансованих Заходом неурядових громадських організацій.

## Голосування

### Порушення
У день виборів у Марнеулі було закрито виборчу дільницю через опубліковане звідти відео вкидання бюлетенів. На оператора, коли той зняв процес вкидання, було здійснено напад. Центральна виборча комісія заявила, що по цьому випадку відкрито кримінальну справу, а всі голоси з дільниці вважатимуться недійсними.
Після нападу прихильників Грузинської мрії на офіси Єдиного національного руху, двох людей було госпіталізовано. Загалом, спостерігачі на виборах по всій країні заявляли про випадки залякування виборців та вкидання бюлетенів.
За словами журналістки Хатії Хасаія, на багатьох дільницях виборчих були мобілізовані групи осіб, свого роду «тітушки», які чинили на виборців психологічний вплив і вказували, за кого потрібно голосувати.
«В Грузії головним документом є ID-картка. На виборах ти вставляєш її в спеціальний пристрій, він видає тобі бюлетень, ти голосуєш, після цього вставляєш у пристрій бюлетень, він його реєструє, як твій голос. Але проблема в тому, що ці апарати не під’єднані для інтернету, не мають зв’язку між собою. Такими чином, одна ID-картка може проголосувати багато разів. Представники влади збирали за гроші на день-два картки у людей, щоб цими картками багаторазово проголосувати на різних дільницях», заявив Гія Джапарідзе, один з лідерів грузинського опозиційного «Національного руху». Також владу звинувачують у масових підкупах голосів населення.

### Екзит-поли
26 жовтня оприлюднили результати перших екзитполів, які різнилися залежно від того, хто їх проводив — представники партії влади чи опозиції. Так, згідно з екзитполами опозиційних каналів «Мтаварі» і «Формула», «Грузинська мрія» програє вибори, а опозиційні партії отримують більшість місць у парламенті. Екзитпол «Мтаварі» провела компанія Harrys X. Водночас, згідно з екзитполом проурядового каналу «Імеді», більшість місць у парламенті отримує керівна партія «Грузинська мрія».

### Офіційні результати
|                                                                   |                                       |           |        |        |             |
| Партія / Коаліція                                                 | Партія / Коаліція                     | Голосів   | %      | Місць  | +/–         |
|                                                                   | Грузинська мрія                       | 1 120 140 | 53,94  | 89     | ▼ 1         |
|                                                                   | Коаліція за зміни                     | 229 161   | 11,03  | 18     | ▲ 17        |
|                                                                   | Єдність – НР                          | 211 120   | 10,17  | 17     | ▼ 17        |
|                                                                   | Сильна Грузія                         | 182 949   | 8,81   | 14     | ▲ 9         |
|                                                                   | Для Грузії                            | 161 336   | 7,77   | 12     | ▲ 6         |
|                                                                   | Гірчі                                 | 62 320    | 3,00   | 0      | ▼ 4         |
|                                                                   | Альянс патріотів Грузії               | 50 596    | 2,44   | 0      | ▼ 4         |
|                                                                   | Лейбористська партія                  | 15 101    | 0,73   | 0      | ▼ 1         |
|                                                                   | Змінити Грузію                        | 12 518    | 0,60   | 0      | ▬           |
|                                                                   | Європейські демократи                 | 7960      | 0,38   | 0      | ▬           |
|                                                                   | Грузинська єдність                    | 4502      | 0,22   | 0      | нова партія |
|                                                                   | «Вільна Грузія»                       | 4143      | 0,20   | 0      | ▬           |
|                                                                   | Партія грузинської єдності і розвитку | 3931      | 0,19   | 0      | ▬           |
|                                                                   | Сакартвело                            | 2779      | 0,13   | 0      | ▬           |
|                                                                   | «Ми»                                  | 2606      | 0,13   | 0      | нова партія |
|                                                                   | Трибуна                               | 2486      | 0,12   | 0      | ▬           |
|                                                                   | Наша єдина Грузія                     | 1856      | 0,09   | 0      | ▬           |
|                                                                   | Лівий альянс                          | 1287      | 0,06   | 0      | нова партія |
| Всього                                                            | Всього                                | 2 076 791 | 100,00 | 150    |             |
| Загальна кількість виборців та явка                               | Загальна кількість виборців та явка   | 3 508 294 | 58,94  | ▲ 2,83 |             |
| Джерело:Центральна виборча комісія, Radio Liberty, Interpressnews |                                       |           |        |        |             |

## Наслідки

### Критика
27 жовтня Бідзіна Іванішвілі заявив про перемогу від імені Грузинської мрії, а Тіна Бокучава, голова Єдиного національного руху, звинуватила ЦВК та Іванішвілі у тому, що ті сфальсифікували вибори, та додала, що опозиція «боротиметься, як ніколи раніше, аби відвоювати своє європейське майбутнє». Ніка Гварамія з коаліції Ахалі назвав виборчий процес «конституційним переворотом». Опозиція оголосила бойкот новому парламенту (відмова опозиції від мандатів унеможливлює роботу парламенту, що має призвести до дострокових виборів, оскільки на першому засіданні нового парламенту має бути щонайменше 100 депутатів зі 150 – а досягти цього неможливо без принаймні частини представників опозиції).
28 жовтня президентка Грузії Саломе Зурабішвілі закликала до міжнародного розслідування щодо легітимності результатів парламентських виборів, які, за її словами, були сфальсифіковані, і закликала всіх громадян вийти на акції протесту в Тбілісі того ж вечора.

#### ЄС
29 жовтня високий представник ЄС із закордонних справ та політики безпеки Жозеп Боррель заявив про порушення під час передвиборчої кампанії і в день виборів, через що ЄС не визнав вибори вільними та чесними. Борель закликав до розслідування порушень. Того ж дня у Державному департаменті США заявили що не виключають подальших наслідків, якщо курс грузинського уряду не зміниться, згідно з брифінгом речника відомства Метью Міллера. За його словами, «грузинський народ прийшов на вибори в суботу в атмосфері, сформованій політикою керівної партії, включаючи зловживання державними ресурсами, купівлю голосів та залякування виборців», що створило «нерівні умови» та підірвало «громадську та міжнародну довіру» до процесу. Того ж дня Центральна виборча комісія Грузії заявила, що частково перерахує голоси після того, як опозиція не визнала офіційні результати парламентських виборів.
28 листопада Європейський парламент ухвалив резолюцію, в якій не визнав результати парламентських виборів у Грузії, засудив численні порушення, які мали місце під час виборів, зокрема залякування виборців, маніпуляції голосуванням, втручання в роботу спостерігачів та журналістів. Євродепутати наголосили, що офіційні результати, згідно з якими перемогу здобула правляча партія «Грузинська мрія», не відображають справжню волю грузинського народу. Вони закликали провести нові вибори під міжнародним наглядом.
У червні 2025 року Європарламент заявив що Грузія стала диктатурою. Удоповіді ЄП йдеться, що після парламентських виборів 2024 року Грузія поринула в авторитаризм, тому ЄС має запровадити санкції проти грузинської влади та переглянути відносини з країною, поки там не пройдуть нові вибори.

#### НАТО
Речниця НАТО Фара Дахлалла закликала розслідувати порушення на виборах, зокрема, нерівні умови змагань між партіями, що підриває довіру громадськості до їхнього результату.

### Підтримка
Віктор Орбан, Реджеп Ердоган, президенти Вірменії та Азербайджану, а також експрезидент Молдови Ігор Додон, та речник МЗС КНР привітали провладну партію Грузії із перемогою та заявили про чесність виборів. Орбан заявив, що Грузинська мрія і сформований нею уряд «не дозволили перетворити Грузію на «другу Україну». У Тбілісі почалися масові протести, учасники яких, зокрема, освистали Орбана.

## Протести
Грузинська опозиція  оголосила бойкот новому парламенту, в країні почалися масові протести. Опозиція оголосила про плани почати щоденні протести проти результатів виборів.
17 листопада опозиція оголосила перманентний вуличний протест із вимогою провести нові вибори. З вечора весь центр Тбілісі був перекритий десятками тисяч людей. Біля Тбіліського державного університету учасники мітингу встановили понад намети.
Після того як Європейський парламент ухвалив резолюцію, в якій не визнав результати парламентських виборів у Грузії, премʼєр-міністр Грузії Іраклій Кобахідзе заявив, що уряд відмовляється починати переговори з ЄС до кінця 2028 року, що спровокувало посилення протестів. 1 грудня відбулася спроба силового розгону протестуючих, однак вона не зупинила протести, а лише спровокувала сутички з правоохоронцями.